# 遊樂母

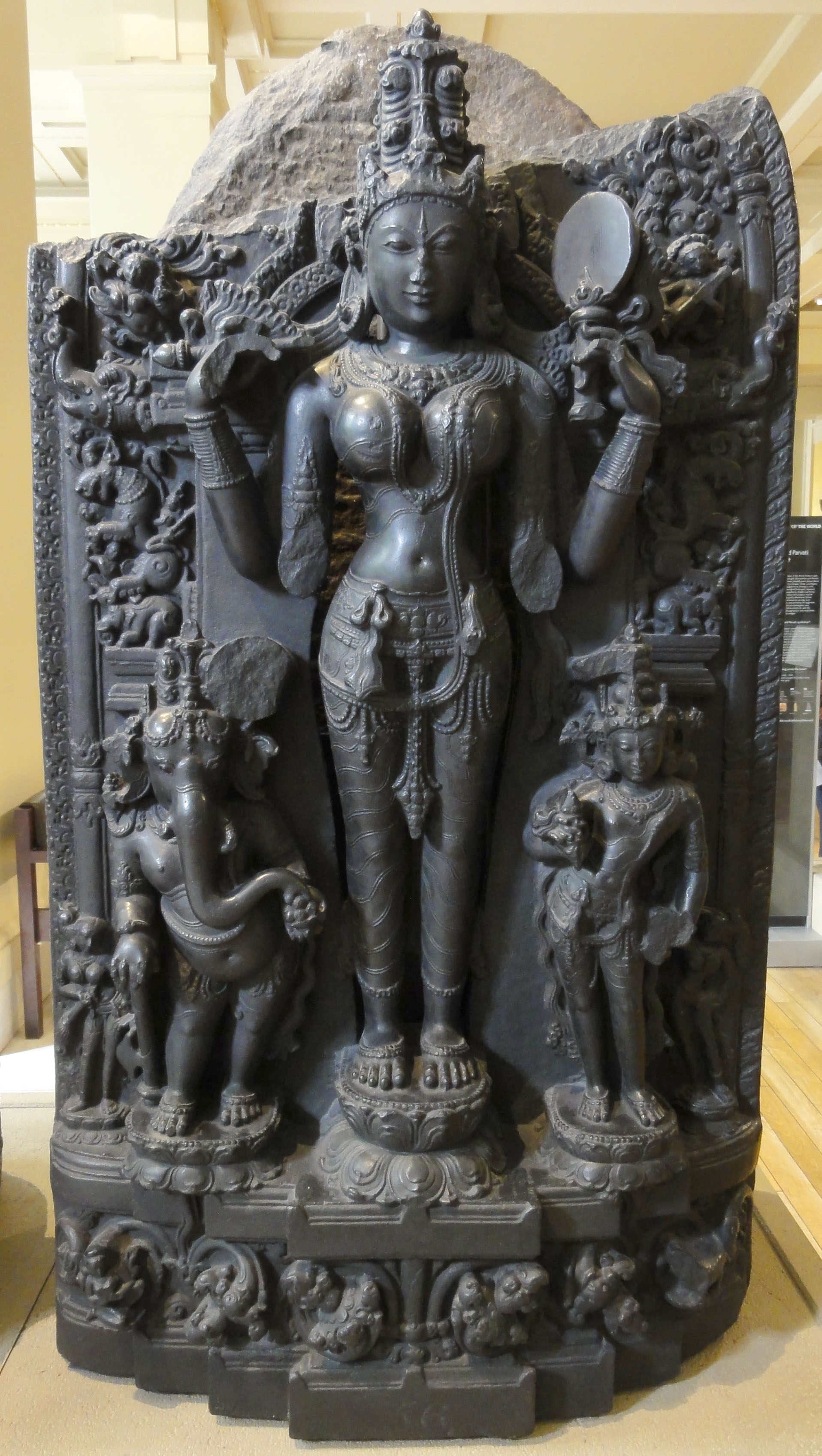
雪山神女以四臂遊樂母的形态出现，还有儿子象头神和 室建陀。这座雕像铸于11世纪奥里萨邦，目前位于伦敦大英博物馆。

遊樂母是十慧母中最显赫的女神，是雪山神女或吉祥天女的怛特羅形态，也被称为丽三城、十六龄女、爱目母（Kamakshi）等。

## 描述
祂的形象描述可以在《遊樂母千名颂》中找到：
祂坐在宝座上像一位女皇 (名2和名3)，佩戴珠宝(名13和名14)，有已婚女的吉祥印记(名16–25)，并且拥有丰满的胸部和纤细的腰身(名36；新月装饰她的额头，祂的微笑淹没了欲主湿婆 (名28)。祂宝座的五个支点五梵天(名249)。
祂经常被描绘成坐在莲花上，莲花在永恒湿婆仰卧的身体上，而永恒湿婆又躺在宝座上，宝座的支点是梵天、毗湿奴、伊濕伐羅和鲁陀罗。有时候，莲花是从湿婆的肚脐中长出来的。多数情况下，莲花直接从室利脉轮中生长出来。
《美之浪潮》和《怛特罗精粹》从头到脚的详细描述了祂。怛特罗精粹禪那曼怛羅描述：梵天和毗湿奴在鞠躬敬拜祂时，王冠上的珠宝落在祂的脚下，并照亮了祂。David Kinsley还说：《美之浪潮》和《怛特罗精粹》不像其他描述，祂与湿婆无任何明显关联的描写。
敝衣仙人在甘吉布勒姆进行了强烈的忏悔，遊樂母对此满意而为奉献者留驻甘吉布勒姆。阿迪·商羯罗在这里的寺庙中布置了室利脉轮。

## 寺院
在印度和尼泊爾也有祂的寺院，最有名的是特里普拉邦的遊樂母寺。